# Florida Film Critics Circle
El Círculo de Críticos de Cine de Florida (FFCC) es una organización de críticos de cine fundada en 1996. El FFCC está compuesto por 30 críticos de cine de publicaciones impresas y en línea con sede en Florida. Al final de cada año, los miembros de la FFCC votan en los Premios del Círculo de Críticos de Cine de Florida por logros sobresalientes en películas estrenadas ese año. La organización también otorga el premio Pauline Kael Breakout Award, que lleva el nombre de la crítica de cine Pauline Kael, y el premio Golden Orange a la contribución destacada al cine. La membresía de FFCC incluye críticos de cine de Miami Herald, Miami New Times, Sun-Sentinel,Folio Weekly , Bloody Disgusting, WJNO Radio, WTVT, The Daytona Beach News-Journal, FlickDirect y Tampa Bay Times. 

## Premios

### Categorías
- Mejor película
- Mejor actor
- Mejor actriz
- Mejor actor de reparto
- Mejor actriz de reparto
- Mejor película animada
- Mejor dirección de arte y diseño de producción
- Mejor reparto (o mejor actuación de conjunto) (1997, 1999-2003, 2014-presente)
- Mejor fotografía
- Mejor director
- Mejor película documental
- Mejor película en lengua extranjera
- Mejor banda sonora
- Mejor guion
- Mejor canción (1996)
- Mejores efectos visuales

El grupo también presenta el premio Pauline Kael Breakout, que lleva el nombre de la crítica de cine Pauline Kael, y el premio Golden Orange dados por mejor contribución al cine de Florida.